# Liste der Kulturdenkmale in der Stadtmitte (Erfurt, West)
Die Liste der Kulturdenkmale in der Stadtmitte (Erfurt) enthält die Kulturdenkmale des Viertels Stadtmitte des Erfurter Stadtteils Altstadt, die vom Thüringischen Landesamt für Denkmalpflege und Archäologie als Bau- und Kunstdenkmale auf dem Gebiet der Stadt mit Stand vom 21. April 2024 erfasst wurden.

## Legende
- Bild: zeigt ein Bild des Kulturdenkmals und gegebenenfalls einen Link zu weiteren Fotos des Kulturdenkmals im Medienarchiv Wikimedia Commons
- Bezeichnung: Name, Bezeichnung oder die Art des Kulturdenkmals
- Lage: Wenn vorhanden Straßenname und Hausnummer des Kulturdenkmals; Grundsortierung der Liste erfolgt nach dieser Adresse. Der Link Karte führt zu verschiedenen Kartendarstellungen und nennt die Koordinaten des Kulturdenkmals.
 Kartenansicht, um Koordinaten zu setzen – in dieser Kartenansicht sind Kulturdenkmale ohne Koordinaten mit einem roten bzw. orangen Marker dargestellt und können in der Karte gesetzt werden. Kulturdenkmale ohne Bild sind mit einem blauen bzw. roten Marker gekennzeichnet, Kulturdenkmale mit Bild mit einem grünen bzw. orangen Marker.
- Datierung: gibt das Jahr der Fertigstellung beziehungsweise das Datum der Erstnennung oder den Zeitraum der Errichtung an
- Beschreibung: bauliche und geschichtliche Einzelheiten des Kulturdenkmals, vorzugsweise die Denkmaleigenschaften
- ID: Die ID identifiziert das Kulturdenkmal eindeutig. In Thüringen sind aktuell keine IDs veröffentlicht. In der ID-Spalte kann sich auch folgendes Icon  befinden, dies führt zu Angaben zu diesem Kulturdenkmal bei Wikidata.

Die Liste ser Stadtmitte ist aufgrund der hohen Anzahl der Kulturdenkmale wie folgt unterteilt:
- Liste der Kulturdenkmale in der Stadtmitte (Erfurt, Ost)
- Liste der Kulturdenkmale in der Stadtmitte (Erfurt, Süd)
- Liste der Kulturdenkmale in der Stadtmitte (Erfurt, West)

Diese Teilliste enthält die Kulturdenkmale im westlichen Teil der Stadtmitte zwischen dem Domplatz und der Gera.

## Liste der Kulturdenkmale in westlichen Stadtmitte

### Allerheiligenstraße
| Bild                           | Bezeichnung                                | Lage                                                  | Datierung | Beschreibung | ID |
| ------------------------------ | ------------------------------------------ | ----------------------------------------------------- | --------- | --- | -- |
| weitere Bilder Fotos hochladen | Wohnhaus                                   | Allerheiligenstraße 1 (Karte)                         |           | Teil des Ensembles Bauliche Gesamtanlage Altstadt                                                                                           |    |
| BW                             | Hinterhaus: Erdgeschoss und Kelleranlage   | Allerheiligenstraße 1 (Karte)                         |           | romanischer Steinbau; einzelnes Kulturdenkmal, Teil des Ensembles Bauliche Gesamtanlage Altstadt                                            |    |
| weitere Bilder Fotos hochladen | Wohn- und Geschäftshaus Zur Löwenburg      | Allerheiligenstraße 2 (Karte)                         |           | einzelnes Kulturdenkmal; Teil des Ensembles Bauliche Gesamtanlage Altstadt                                                                  |    |
| weitere Bilder Fotos hochladen |                                            | Allerheiligenstraße 3 (Karte)                         |           | Teil des Ensembles Bauliche Gesamtanlage Altstadt                                                                                           |    |
| weitere Bilder Fotos hochladen |                                            | Allerheiligenstraße 4 (Karte)                         |           | Teil des Ensembles Bauliche Gesamtanlage Altstadt                                                                                           |    |
| weitere Bilder Fotos hochladen | Wohn- und Geschäftshaus Zum Blumenstein    | Allerheiligenstraße 5 (Karte)                         |           | einzelnes Kulturdenkmal; Teil des Ensembles Bauliche Gesamtanlage Altstadt                                                                  |    |
| weitere Bilder Fotos hochladen | Haus Zur Windmühle                         | Allerheiligenstraße 6, Turniergasse 18 (Karte)        | 1560      | Dreigeschossiges, traufständiges Wohnhaus mit Renaissanceportal; einzelnes Kulturdenkmal; Teil des Ensembles Bauliche Gesamtanlage Altstadt |    |
| BW                             | Treppe                                     | Allerheiligenstraße 7 (Karte)                         |           | einzelnes Kulturdenkmal; Teil des Ensembles Bauliche Gesamtanlage Altstadt                                                                  |    |
| BW                             | Hinterhaus                                 | Allerheiligenstraße 7 (Karte)                         |           | einzelnes Kulturdenkmal; Teil des Ensembles Bauliche Gesamtanlage Altstadt                                                                  |    |
| weitere Bilder Fotos hochladen | Haus Zum güldenen Sternberg                | Allerheiligenstraße 8 (Karte)                         |           | einzelnes Kulturdenkmal; Teil des Ensembles Bauliche Gesamtanlage Altstadt                                                                  |    |
| weitere Bilder Fotos hochladen |                                            | Allerheiligenstraße 9 (Karte)                         |           | Teil des Ensembles Bauliche Gesamtanlage Altstadt                                                                                           |    |
| weitere Bilder Fotos hochladen | Vereinshaus Johannes-Lang-Haus             | Allerheiligenstraße 10 (Karte)                        |           | einzelnes Kulturdenkmal; Teil des Ensembles Bauliche Gesamtanlage Altstadt                                                                  |    |
| weitere Bilder Fotos hochladen | Wohnhaus Zum güldenen Stern                | Allerheiligenstraße 11 (Karte)                        |           | einzelnes Kulturdenkmal; Teil des Ensembles Bauliche Gesamtanlage Altstadt                                                                  |    |
| weitere Bilder Fotos hochladen | Wohnhaus                                   | Allerheiligenstraße 12 (Karte)                        |           | Teil des Ensembles Bauliche Gesamtanlage Altstadt                                                                                           |    |
| weitere Bilder Fotos hochladen |                                            | Allerheiligenstraße 13 (Karte)                        |           | Teil des Ensembles Bauliche Gesamtanlage Altstadt                                                                                           |    |
| weitere Bilder Fotos hochladen |                                            | Allerheiligenstraße 15 (Karte)                        |           | Teil des Ensembles Bauliche Gesamtanlage Altstadt                                                                                           |    |
| weitere Bilder Fotos hochladen |                                            | Allerheiligenstraße 15a (Karte)                       |           | Teil des Ensembles Bauliche Gesamtanlage Altstadt                                                                                           |    |
| weitere Bilder Fotos hochladen |                                            | Allerheiligenstraße 16 (Karte)                        |           | Teil des Ensembles Bauliche Gesamtanlage Altstadt                                                                                           |    |
| weitere Bilder Fotos hochladen |                                            | Allerheiligenstraße 17 (Karte)                        |           | Teil des Ensembles Bauliche Gesamtanlage Altstadt                                                                                           |    |
| weitere Bilder Fotos hochladen | Wohn- und Geschäftshaus Zum schwarzen Rade | Allerheiligenstraße 18 (Karte)                        |           | einzelnes Kulturdenkmal; Teil des Ensembles Bauliche Gesamtanlage Altstadt                                                                  |    |
| weitere Bilder Fotos hochladen | Wohn- und Geschäftshaus Zur bunten Lilie   | Allerheiligenstraße 19 (Karte)                        |           | einzelnes Kulturdenkmal; Teil des Ensembles Bauliche Gesamtanlage Altstadt                                                                  |    |
| weitere Bilder Fotos hochladen | Geschäftshaus Zum Schwarzen Ross           | Allerheiligenstraße 20, Flur 142 Fl. St. 41/1 (Karte) |           | einzelnes Kulturdenkmal; Teil des Ensembles Bauliche Gesamtanlage Altstadt                                                                  |    |
| weitere Bilder Fotos hochladen | Nebengebäude Zur grünen Linde              | Allerheiligenstraße 20, Flur 142 Fl. St. 41/1 (Karte) |           | einzelnes Kulturdenkmal; Teil des Ensembles Bauliche Gesamtanlage Altstadt                                                                  |    |
| weitere Bilder Fotos hochladen | Hofmauer und Tor                           | Allerheiligenstraße 20, Flur 142 Fl. St. 42 (Karte)   |           | einzelnes Kulturdenkmal; Teil des Ensembles Bauliche Gesamtanlage Altstadt                                                                  |    |
| weitere Bilder Fotos hochladen | Geschäftshaus Zur Engelsburg               | Allerheiligenstraße 20, Flur 142 Fl. St. 42 (Karte)   |           | einzelnes Kulturdenkmal; Teil des Ensembles Bauliche Gesamtanlage Altstadt                                                                  |    |
| weitere Bilder Fotos hochladen | Allerheiligenkirche                        | Allerheiligenstraße 21 (Karte)                        | 1300      | Zweischiffige, gotische Saalkirche mit Turm, Ausstattung, Kirchhof; einzelnes Kulturdenkmal                                                 |    |

### An der Stadtmünze
| Bild                           | Bezeichnung                      | Lage                         | Datierung | Beschreibung                                                               | ID |
| ------------------------------ | -------------------------------- | ---------------------------- | --------- | -------------------------------------------------------------------------- | -- |
| weitere Bilder Fotos hochladen | Wohnhaus                         | An der Stadtmünze 4 (Karte)  |           | einzelnes Kulturdenkmal; Teil des Ensembles Bauliche Gesamtanlage Altstadt |    |
| weitere Bilder Fotos hochladen | Synagogengebäude Kleine Synagoge | An der Stadtmünze 5 (Karte)  |           | einzelnes Kulturdenkmal; Teil des Ensembles Bauliche Gesamtanlage Altstadt |    |
| weitere Bilder Fotos hochladen |                                  | An der Stadtmünze 6 (Karte)  |           | Teil des Ensembles Bauliche Gesamtanlage Altstadt                          |    |
| weitere Bilder Fotos hochladen |                                  | An der Stadtmünze 7 (Karte)  |           | Teil des Ensembles Bauliche Gesamtanlage Altstadt                          |    |
| weitere Bilder Fotos hochladen |                                  | An der Stadtmünze 8 (Karte)  |           | Teil des Ensembles Bauliche Gesamtanlage Altstadt                          |    |
| BW                             |                                  | An der Stadtmünze 9 (Karte)  |           | Teil des Ensembles Bauliche Gesamtanlage Altstadt                          |    |
| weitere Bilder Fotos hochladen |                                  | An der Stadtmünze 10 (Karte) |           | Teil des Ensembles Bauliche Gesamtanlage Altstadt                          |    |
| weitere Bilder Fotos hochladen |                                  | An der Stadtmünze 11 (Karte) |           | Teil des Ensembles Bauliche Gesamtanlage Altstadt                          |    |
| weitere Bilder Fotos hochladen |                                  | An der Stadtmünze 13 (Karte) |           | Teil des Ensembles Bauliche Gesamtanlage Altstadt                          |    |

### Augustinerstraße
| Bild                           | Bezeichnung                       | Lage                                                                                    | Datierung | Beschreibung                                                               | ID |
| ------------------------------ | --------------------------------- | --------------------------------------------------------------------------------------- | --------- | -------------------------------------------------------------------------- | -- |
| BW                             | Grünfläche                        | Augustinerstraße, Flur 139, Flurstücke 233/5, 233/6 (Karte)                             |           | Teil des Ensembles Bauliche Gesamtanlage Altstadt                          |    |
| BW                             | Straße                            | Augustinerstraße, Flur 140, Flurstücke 168/1, 169/1, 170/1, 171/1, 172/7, 172/9 (Karte) |           | Teil des Ensembles Bauliche Gesamtanlage Altstadt                          |    |
| BW                             | Grünfläche                        | Augustinerstraße, Flur 140, Flurstücke 172/6, 172/8, 172/10, 178/1 (Karte)              |           | Teil des Ensembles Bauliche Gesamtanlage Altstadt                          |    |
| weitere Bilder Fotos hochladen |                                   | Augustinerstraße 18 (Karte)                                                             |           | Neubau; Teil des Ensembles Bauliche Gesamtanlage Altstadt                  |    |
| weitere Bilder Fotos hochladen |                                   | Augustinerstraße 19 (Karte)                                                             |           | Neubau; Teil des Ensembles Bauliche Gesamtanlage Altstadt                  |    |
| weitere Bilder Fotos hochladen |                                   | Augustinerstraße 26 (Karte)                                                             |           | Teil des Ensembles Bauliche Gesamtanlage Altstadt                          |    |
| weitere Bilder Fotos hochladen |                                   | Augustinerstraße 26a (Karte)                                                            |           | Teil des Ensembles Bauliche Gesamtanlage Altstadt                          |    |
| weitere Bilder Fotos hochladen | Wohnhaus, sogenannte Georgenburse | Augustinerstraße 27 (Karte)                                                             |           | einzelnes Kulturdenkmal; Teil des Ensembles Bauliche Gesamtanlage Altstadt |    |
| weitere Bilder Fotos hochladen |                                   | Augustinerstraße 28 (Karte)                                                             |           | Teil des Ensembles Bauliche Gesamtanlage Altstadt                          |    |
| weitere Bilder Fotos hochladen |                                   | Augustinerstraße 29 (Karte)                                                             |           | Teil des Ensembles Bauliche Gesamtanlage Altstadt                          |    |

### Benediktsplatz
| Bild                           | Bezeichnung                                                          | Lage                     | Datierung | Beschreibung                                                               | ID |
| ------------------------------ | -------------------------------------------------------------------- | ------------------------ | --------- | -------------------------------------------------------------------------- | -- |
| weitere Bilder Fotos hochladen | Stadthof „Zum großen Paradies und Esel“, Vordergebäude               | Benediktsplatz 1 (Karte) |           | einzelnes Kulturdenkmal; Teil des Ensembles Bauliche Gesamtanlage Altstadt |    |
| weitere Bilder Fotos hochladen | Stadthof „Zum großen Paradies und Esel“, sogenanntes Steinernes Haus | Benediktsplatz 1 (Karte) |           | einzelnes Kulturdenkmal; Teil des Ensembles Bauliche Gesamtanlage Altstadt |    |
| weitere Bilder Fotos hochladen | Stadthof „Zum großen Paradies und Esel“, Speichergebäude             | Benediktsplatz 1 (Karte) |           | einzelnes Kulturdenkmal; Teil des Ensembles Bauliche Gesamtanlage Altstadt |    |
| weitere Bilder Fotos hochladen |                                                                      | Benediktsplatz 2 (Karte) |           | Teil des Ensembles Bauliche Gesamtanlage Altstadt                          |    |
| BW                             | Kemenate                                                             | Benediktsplatz 4 (Karte) |           | einzelnes Kulturdenkmal; Teil des Ensembles Bauliche Gesamtanlage Altstadt |    |
| BW                             | Mauer                                                                | Benediktsplatz 4 (Karte) |           | einzelnes Kulturdenkmal; Teil des Ensembles Bauliche Gesamtanlage Altstadt |    |
| BW                             | Torbogen                                                             | Benediktsplatz 4 (Karte) |           | einzelnes Kulturdenkmal; Teil des Ensembles Bauliche Gesamtanlage Altstadt |    |

### Drachengasse
| Bild                           | Bezeichnung         | Lage | Datierung | Beschreibung                                                                          | ID |
| ------------------------------ | ------------------- | --- | --------- | ------------------------------------------------------------------------------------- | -- |
| weitere Bilder Fotos hochladen | Strassenraum        | Drachengasse, Flur 140, Fl.St. 175/3, 175/5, 175/6, 176/1, 177/0, 178/3, 178/4, 178/6, 180/7, 180/9, 180/10, 180/6 (Karte) |           | Teil des Ensembles Bauliche Gesamtanlage Altstadt                                     |    |
| Fotos hochladen                | Wohnanlage          | Drachengasse 1-11 (Karte)                                                                                                  |           | Neubauten aus den Jahren 2007–2009; Teil des Ensembles Bauliche Gesamtanlage Altstadt |    |
| weitere Bilder Fotos hochladen | Wohnhaus Engelsburg | Drachengasse 12 (Karte) |           | einzelnes Kulturdenkmal; Teil des Ensembles Bauliche Gesamtanlage Altstadt            |    |
| weitere Bilder Fotos hochladen | Wohnhaus Drachen    | Drachengasse 12 (Karte) |           | einzelnes Kulturdenkmal; Teil des Ensembles Bauliche Gesamtanlage Altstadt            |    |
| weitere Bilder Fotos hochladen | Gartenhaus          | Drachengasse 12 (Karte) |           | einzelnes Kulturdenkmal; Teil des Ensembles Bauliche Gesamtanlage Altstadt            |    |

### Fischmarkt
| Bild                           | Bezeichnung                                      | Lage                                | Datierung | Beschreibung | ID |
| ------------------------------ | ------------------------------------------------ | ----------------------------------- | --------- | --- | -- |
| weitere Bilder Fotos hochladen | Denkmal Römer bzw. Roland                        | Fischmarkt (Karte)                  |           | |    |
| weitere Bilder Fotos hochladen | Verwaltungsgebäude Sparkasse                     | Fischmarkt 1 (Karte)                |           | einzelnes Kulturdenkmal; Teil des Ensembles Bauliche Gesamtanlage Altstadt                                        |    |
| weitere Bilder Fotos hochladen | Verwaltungsgebäude Rathaus                       | Fischmarkt 1 (Karte)                |           | einzelnes Kulturdenkmal; Teil des Ensembles Bauliche Gesamtanlage Altstadt                                        |    |
| weitere Bilder Fotos hochladen |                                                  | Fischmarkt 2 (Karte)                |           | Teil des Ensembles Bauliche Gesamtanlage Altstadt                                                                 |    |
| weitere Bilder Fotos hochladen |                                                  | Fischmarkt 3 (Karte)                |           | Teil des Ensembles Bauliche Gesamtanlage Altstadt                                                                 |    |
| weitere Bilder Fotos hochladen | Wohn- und Geschäftshaus                          | Fischmarkt 4; Schuhgasse 12 (Karte) |           | einzelnes Kulturdenkmal; Teil des Ensembles Bauliche Gesamtanlage Altstadt                                        |    |
| weitere Bilder Fotos hochladen | Geschäftshaus, ehemaliger Ratskeller             | Fischmarkt 5 (Karte)                |           | einzelnes Kulturdenkmal; Teil des Ensembles Bauliche Gesamtanlage Altstadt                                        |    |
| weitere Bilder Fotos hochladen | Wohn- und Geschäftshaus Zur güldenen Krone       | Fischmarkt 6 (Karte)                |           | einzelnes Kulturdenkmal; Teil des Ensembles Bauliche Gesamtanlage Altstadt                                        |    |
| weitere Bilder Fotos hochladen | Haus Zum Roten Ochsen                            | Fischmarkt 7 (Karte)                |           | einzelnes Kulturdenkmal; Teil des Ensembles Bauliche Gesamtanlage Altstadt                                        |    |
| weitere Bilder Fotos hochladen | Wohn- und Geschäftshaus Zum roten Karpfen        | Fischmarkt 8 (Karte)                |           | einzelnes Kulturdenkmal; Teil des Ensembles Bauliche Gesamtanlage Altstadt                                        |    |
| weitere Bilder Fotos hochladen |                                                  | Fischmarkt 9 (Karte)                |           | Teil des Ensembles Bauliche Gesamtanlage Altstadt                                                                 |    |
| weitere Bilder Fotos hochladen |                                                  | Fischmarkt 10 (Karte)               |           | Teil des Ensembles Bauliche Gesamtanlage Altstadt                                                                 |    |
| weitere Bilder Fotos hochladen |                                                  | Fischmarkt 11 (Karte)               |           | Teil des Ensembles Bauliche Gesamtanlage Altstadt                                                                 |    |
| weitere Bilder Fotos hochladen | Wohn- und Geschäftshaus Zum goldenen Löwen       | Fischmarkt 12 (Karte)               |           | einzelnes Kulturdenkmal; Teil des Ensembles Bauliche Gesamtanlage Altstadt                                        |    |
| weitere Bilder Fotos hochladen | Geschäftshaus Zum breiten Herd                   | Fischmarkt 13 (Karte)               |           | vereint mit dem Haus zu Stötzel, einzelnes Kulturdenkmal; Teil des Ensembles Bauliche Gesamtanlage Altstadt       |    |
| weitere Bilder Fotos hochladen | Hofgebäude Barockschloss                         | Fischmarkt 13 (Karte)               |           | einzelnes Kulturdenkmal; Teil des Ensembles Bauliche Gesamtanlage Altstadt                                        |    |
| weitere Bilder Fotos hochladen | Geschäftshaus Zum Stötzel, sogenanntes Gildehaus | Fischmarkt 16 (Karte)               |           | vereint mit dem Haus zum breiten Herd; einzelnes Kulturdenkmal; Teil des Ensembles Bauliche Gesamtanlage Altstadt |    |
| weitere Bilder Fotos hochladen | Wohn- und Geschäftshaus Zu den Wölfen            | Fischmarkt 17 (Karte)               |           | einzelnes Kulturdenkmal; Teil des Ensembles Bauliche Gesamtanlage Altstadt                                        |    |
| weitere Bilder Fotos hochladen |                                                  | Fischmarkt 18 (Karte)               |           | Teil des Ensembles Bauliche Gesamtanlage Altstadt                                                                 |    |
| weitere Bilder Fotos hochladen |                                                  | Fischmarkt 19 (Karte)               |           | Teil des Ensembles Bauliche Gesamtanlage Altstadt                                                                 |    |
| weitere Bilder Fotos hochladen | Wohn- und Geschäftshaus Zum schwarzen Stern      | Fischmarkt 21 (Karte)               |           | einzelnes Kulturdenkmal; Teil des Ensembles Bauliche Gesamtanlage Altstadt                                        |    |
| weitere Bilder Fotos hochladen | Wohn- und Geschäftshaus Zum Kaffenberg           | Fischmarkt 22 (Karte)               |           | einzelnes Kulturdenkmal; Teil des Ensembles Bauliche Gesamtanlage Altstadt                                        |    |

### Furtmühlgasse
| Bild                           | Bezeichnung | Lage                                                     | Datierung | Beschreibung                                      | ID |
| ------------------------------ | ----------- | -------------------------------------------------------- | --------- | ------------------------------------------------- | -- |
| weitere Bilder Fotos hochladen |             | Furthmühlgasse 2, Flur 140 Flurstücke182 und 183 (Karte) |           | Teil des Ensembles Bauliche Gesamtanlage Altstadt |    |

### Große Arche
| Bild                           | Bezeichnung                                   | Lage                                         | Datierung | Beschreibung                                                                                | ID |
| ------------------------------ | --------------------------------------------- | -------------------------------------------- | --------- | ------------------------------------------------------------------------------------------- | -- |
| weitere Bilder Fotos hochladen | Wohnhaus                                      | Große Arche 1 (Karte)                        |           | Teil des Ensembles Bauliche Gesamtanlage Altstadt                                           |    |
| weitere Bilder Fotos hochladen | Wohn- und Geschäftshaus                       | Große Arche 2 (Karte)                        |           | einzelnes Kulturdenkmal; Teil des Ensembles Bauliche Gesamtanlage Altstadt                  |    |
| weitere Bilder Fotos hochladen |                                               | Große Arche 3 (Karte)                        |           | Teil des Ensembles Bauliche Gesamtanlage Altstadt                                           |    |
| BW                             | Kelleranlage                                  | Große Arche 4, Flur 141 Fl.st. 150/3 (Karte) |           | einzelnes Kulturdenkmal                                                                     |    |
| weitere Bilder Fotos hochladen | Wohnhaus                                      | Große Arche 4, Flur 141 Fl.st. 150/1 (Karte) |           | Teil des Ensembles Bauliche Gesamtanlage Altstadt                                           |    |
| weitere Bilder Fotos hochladen | Wohnhaus                                      | Große Arche 5 (Karte)                        |           | Teil des Ensembles Bauliche Gesamtanlage Altstadt                                           |    |
| BW                             | Kelleranlage                                  | Große Arche 5, Flur 141 Fl.st. 150/3 (Karte) |           | einzelnes Kulturdenkmal                                                                     |    |
| weitere Bilder Fotos hochladen | Haus Zum Sonneborn, sogenanntes Hochzeitshaus | Große Arche 6 (Karte)                        |           | mit Ausstattung; einzelnes Kulturdenkmal; Teil des Ensembles Bauliche Gesamtanlage Altstadt |    |
| weitere Bilder Fotos hochladen |                                               | Große Arche 7 (Karte)                        |           | Teil des Ensembles Bauliche Gesamtanlage Altstadt                                           |    |
| weitere Bilder Fotos hochladen |                                               | Große Arche 8 (Karte)                        |           | Teil des Ensembles Bauliche Gesamtanlage Altstadt                                           |    |
| weitere Bilder Fotos hochladen |                                               | Große Arche 9 (Karte)                        |           | Teil des Ensembles Bauliche Gesamtanlage Altstadt                                           |    |
| BW                             | Kelleranlage                                  | Große Arche 10 (Karte)                       |           | einzelnes Kulturdenkmal                                                                     |    |
| weitere Bilder Fotos hochladen |                                               | Große Arche 10 (Karte)                       |           | Teil des Ensembles Bauliche Gesamtanlage Altstadt                                           |    |
| BW                             | Kelleranlage                                  | Große Arche 11 (Karte)                       |           | einzelnes Kulturdenkmal                                                                     |    |
| BW                             | mittelalterliche Steinwand                    | Große Arche 11 (Karte)                       |           | einzelnes Kulturdenkmal                                                                     |    |
| weitere Bilder Fotos hochladen | Wohn- und Geschäftshaus                       | Große Arche 11 (Karte)                       |           | Teil des Ensembles Bauliche Gesamtanlage Altstadt                                           |    |
| weitere Bilder Fotos hochladen | Wohnhaus                                      | Große Arche 13 (Karte)                       |           | einzelnes Kulturdenkmal; Teil des Ensembles Bauliche Gesamtanlage Altstadt                  |    |
| weitere Bilder Fotos hochladen | Ehemals Stadthaus, jetzt Naturkundemuseum     | Große Arche 14 (Karte)                       |           | einzelnes Kulturdenkmal; Teil des Ensembles Bauliche Gesamtanlage Altstadt                  |    |
| weitere Bilder Fotos hochladen |                                               | Große Arche 15 (Karte)                       |           | Teil des Ensembles Bauliche Gesamtanlage Altstadt                                           |    |
| weitere Bilder Fotos hochladen | Wohn- und Geschäftshaus                       | Große Arche 16 (Karte)                       |           | einzelnes Kulturdenkmal; Teil des Ensembles Bauliche Gesamtanlage Altstadt                  |    |
| weitere Bilder Fotos hochladen |                                               | Große Arche 17 (Karte)                       |           | Teil des Ensembles Bauliche Gesamtanlage Altstadt                                           |    |
| weitere Bilder Fotos hochladen |                                               | Große Arche 18 (Karte)                       |           | Teil des Ensembles Bauliche Gesamtanlage Altstadt                                           |    |
| weitere Bilder Fotos hochladen |                                               | Große Arche 19 (Karte)                       |           | Teil des Ensembles Bauliche Gesamtanlage Altstadt                                           |    |

### Hefengasse
| Bild                           | Bezeichnung | Lage                 | Datierung | Beschreibung                                      | ID |
| ------------------------------ | ----------- | -------------------- | --------- | ------------------------------------------------- | -- |
| weitere Bilder Fotos hochladen |             | Hefengasse 1 (Karte) |           | Teil des Ensembles Bauliche Gesamtanlage Altstadt |    |
| weitere Bilder Fotos hochladen |             | Hefengasse 2 (Karte) |           | Teil des Ensembles Bauliche Gesamtanlage Altstadt |    |
| weitere Bilder Fotos hochladen |             | Hefengasse 3 (Karte) |           | Teil des Ensembles Bauliche Gesamtanlage Altstadt |    |
| weitere Bilder Fotos hochladen |             | Hefengasse 4 (Karte) |           | Teil des Ensembles Bauliche Gesamtanlage Altstadt |    |
| weitere Bilder Fotos hochladen |             | Hefengasse 5 (Karte) |           | Teil des Ensembles Bauliche Gesamtanlage Altstadt |    |

### Kettenstraße
| Bild                           | Bezeichnung             | Lage                                        | Datierung | Beschreibung                                                               | ID |
| ------------------------------ | ----------------------- | ------------------------------------------- | --------- | -------------------------------------------------------------------------- | -- |
| weitere Bilder Fotos hochladen |                         | Kettenstraße 1 (Karte)                      |           | Teil des Ensembles Bauliche Gesamtanlage Altstadt                          |    |
| BW                             | Keller                  | Kettenstraße 1, Flur 141 Fl.st. 166 (Karte) |           | einzelnes Kulturdenkmal; Teil des Ensembles Bauliche Gesamtanlage Altstadt |    |
| weitere Bilder Fotos hochladen | Wohn- und Geschäftshaus | Kettenstraße 3 (Karte)                      |           | einzelnes Kulturdenkmal; Teil des Ensembles Bauliche Gesamtanlage Altstadt |    |
| BW                             | Keller                  | Kettenstraße 4, Flur 141 Fl.st. 164 (Karte) |           | einzelnes Kulturdenkmal                                                    |    |
| weitere Bilder Fotos hochladen | Wohn- und Geschäftshaus | Kettenstraße 5 (Karte)                      |           | einzelnes Kulturdenkmal; Teil des Ensembles Bauliche Gesamtanlage Altstadt |    |
| weitere Bilder Fotos hochladen | Wohn- und Geschäftshaus | Kettenstraße 6 (Karte)                      |           | einzelnes Kulturdenkmal; Teil des Ensembles Bauliche Gesamtanlage Altstadt |    |
| weitere Bilder Fotos hochladen |                         | Kettenstraße 7 (Karte)                      |           | Teil des Ensembles Bauliche Gesamtanlage Altstadt                          |    |
| weitere Bilder Fotos hochladen |                         | Kettenstraße 8 (Karte)                      |           | Teil des Ensembles Bauliche Gesamtanlage Altstadt                          |    |
| weitere Bilder Fotos hochladen |                         | Kettenstraße 9 (Karte)                      |           | Teil des Ensembles Bauliche Gesamtanlage Altstadt                          |    |
| weitere Bilder Fotos hochladen |                         | Kettenstraße 10 (Karte)                     |           | Teil des Ensembles Bauliche Gesamtanlage Altstadt                          |    |
| weitere Bilder Fotos hochladen |                         | Kettenstraße 11 (Karte)                     |           | Teil des Ensembles Bauliche Gesamtanlage Altstadt                          |    |
| weitere Bilder Fotos hochladen |                         | Kettenstraße 13 (Karte)                     |           | Teil des Ensembles Bauliche Gesamtanlage Altstadt                          |    |

### Kleine Arche
| Bild                           | Bezeichnung                                              | Lage                                                     | Datierung | Beschreibung                                                               | ID |
| ------------------------------ | -------------------------------------------------------- | -------------------------------------------------------- | --------- | -------------------------------------------------------------------------- | -- |
| weitere Bilder Fotos hochladen | Maria-Magdalenen-Kapelle                                 | Kleine Arche o. Nr. (Karte)                              |           | mit Ausstattung; einzelnes Kulturdenkmal                                   |    |
| weitere Bilder Fotos hochladen | Wohn- und Geschäftshaus Zum großen und kleinen Mühlstein | Kleine Arche 1, Flur 142, Flurstücke 1/1, 13, 14 (Karte) |           | einzelnes Kulturdenkmal; Teil des Ensembles Bauliche Gesamtanlage Altstadt |    |
| BW                             |                                                          | Kleine Arche 1a, Flur 142, Flurstücke 2/1, 4/1 (Karte)   |           | Teil des Ensembles Bauliche Gesamtanlage Altstadt                          |    |
| weitere Bilder Fotos hochladen |                                                          | Kleine Arche 2 (Karte)                                   |           | Teil des Ensembles Bauliche Gesamtanlage Altstadt                          |    |
| weitere Bilder Fotos hochladen |                                                          | Kleine Arche 3 (Karte)                                   |           | Teil des Ensembles Bauliche Gesamtanlage Altstadt                          |    |
| weitere Bilder Fotos hochladen |                                                          | Kleine Arche 4 (Karte)                                   |           | Teil des Ensembles Bauliche Gesamtanlage Altstadt                          |    |
| weitere Bilder Fotos hochladen | Wohnhaus Zur Hofstatt                                    | Kleine Arche 5 (Karte)                                   |           | einzelnes Kulturdenkmal; Teil des Ensembles Bauliche Gesamtanlage Altstadt |    |
| weitere Bilder Fotos hochladen |                                                          | Kleine Arche 6 (Karte)                                   |           | Teil des Ensembles Bauliche Gesamtanlage Altstadt                          |    |
| weitere Bilder Fotos hochladen |                                                          | Kleine Arche 7 (Karte)                                   |           | Teil des Ensembles Bauliche Gesamtanlage Altstadt                          |    |

### Krämerbrücke
| Bild                           | Bezeichnung                        | Lage                    | Datierung | Beschreibung                                                                                | ID |
| ------------------------------ | ---------------------------------- | ----------------------- | --------- | ------------------------------------------------------------------------------------------- | -- |
| weitere Bilder Fotos hochladen | Brücke und Wohn- und Geschäftshaus | Krämerbrücke 1 (Karte)  |           | einzelnes Kulturdenkmal; Teil des Ensembles Bauliche Gesamtanlage Altstadt                  |    |
| weitere Bilder Fotos hochladen | Brücke und Wohn- und Geschäftshaus | Krämerbrücke 2 (Karte)  |           | einzelnes Kulturdenkmal; Teil des Ensembles Bauliche Gesamtanlage Altstadt                  |    |
| weitere Bilder Fotos hochladen | Brücke und Wohn- und Geschäftshaus | Krämerbrücke 3 (Karte)  |           | einzelnes Kulturdenkmal; Teil des Ensembles Bauliche Gesamtanlage Altstadt                  |    |
| weitere Bilder Fotos hochladen | Brücke und Wohn- und Geschäftshaus | Krämerbrücke 4 (Karte)  |           | einzelnes Kulturdenkmal; Teil des Ensembles Bauliche Gesamtanlage Altstadt                  |    |
| weitere Bilder Fotos hochladen | Brücke und Wohn- und Geschäftshaus | Krämerbrücke 5 (Karte)  |           | einzelnes Kulturdenkmal; Teil des Ensembles Bauliche Gesamtanlage Altstadt                  |    |
| weitere Bilder Fotos hochladen | Brücke und Wohn- und Geschäftshaus | Krämerbrücke 6 (Karte)  |           | einzelnes Kulturdenkmal; Teil des Ensembles Bauliche Gesamtanlage Altstadt                  |    |
| weitere Bilder Fotos hochladen | Brücke und Wohn- und Geschäftshaus | Krämerbrücke 7 (Karte)  |           | einzelnes Kulturdenkmal; Teil des Ensembles Bauliche Gesamtanlage Altstadt                  |    |
| weitere Bilder Fotos hochladen | Brücke und Wohn- und Geschäftshaus | Krämerbrücke 8 (Karte)  |           | einzelnes Kulturdenkmal; Teil des Ensembles Bauliche Gesamtanlage Altstadt                  |    |
| weitere Bilder Fotos hochladen | Brücke und Wohn- und Geschäftshaus | Krämerbrücke 9 (Karte)  |           | einzelnes Kulturdenkmal; Teil des Ensembles Bauliche Gesamtanlage Altstadt                  |    |
| weitere Bilder Fotos hochladen | Brücke und Wohn- und Geschäftshaus | Krämerbrücke 10 (Karte) |           | einzelnes Kulturdenkmal; Teil des Ensembles Bauliche Gesamtanlage Altstadt                  |    |
| weitere Bilder Fotos hochladen | Brücke und Wohn- und Geschäftshaus | Krämerbrücke 11 (Karte) |           | einzelnes Kulturdenkmal; Teil des Ensembles Bauliche Gesamtanlage Altstadt                  |    |
| weitere Bilder Fotos hochladen | Brücke und Wohn- und Geschäftshaus | Krämerbrücke 12 (Karte) |           | einzelnes Kulturdenkmal; Teil des Ensembles Bauliche Gesamtanlage Altstadt                  |    |
| BW                             | Brücke und Wohn- und Geschäftshaus | Krämerbrücke 13 (Karte) |           | einzelnes Kulturdenkmal; Teil des Ensembles Bauliche Gesamtanlage Altstadt                  |    |
| BW                             | Brücke und Wohn- und Geschäftshaus | Krämerbrücke 14 (Karte) |           | einzelnes Kulturdenkmal; Teil des Ensembles Bauliche Gesamtanlage Altstadt                  |    |
| weitere Bilder Fotos hochladen | Brücke und Wohn- und Geschäftshaus | Krämerbrücke 15 (Karte) |           | einzelnes Kulturdenkmal; Teil des Ensembles Bauliche Gesamtanlage Altstadt                  |    |
| weitere Bilder Fotos hochladen | Ägidienkirche                      | Krämerbrücke 16 (Karte) |           | mit Ausstattung; einzelnes Kulturdenkmal; Teil des Ensembles Bauliche Gesamtanlage Altstadt |    |
| weitere Bilder Fotos hochladen | Brücke und Wohn- und Geschäftshaus | Krämerbrücke 17 (Karte) |           | einzelnes Kulturdenkmal; Teil des Ensembles Bauliche Gesamtanlage Altstadt                  |    |
| weitere Bilder Fotos hochladen | Brücke und Wohn- und Geschäftshaus | Krämerbrücke 18 (Karte) |           | einzelnes Kulturdenkmal; Teil des Ensembles Bauliche Gesamtanlage Altstadt                  |    |
| weitere Bilder Fotos hochladen | Brücke und Wohn- und Geschäftshaus | Krämerbrücke 19 (Karte) |           | einzelnes Kulturdenkmal; Teil des Ensembles Bauliche Gesamtanlage Altstadt                  |    |
| weitere Bilder Fotos hochladen | Brücke und Wohn- und Geschäftshaus | Krämerbrücke 20 (Karte) |           | einzelnes Kulturdenkmal; Teil des Ensembles Bauliche Gesamtanlage Altstadt                  |    |
| weitere Bilder Fotos hochladen | Brücke und Wohn- und Geschäftshaus | Krämerbrücke 21 (Karte) |           | einzelnes Kulturdenkmal; Teil des Ensembles Bauliche Gesamtanlage Altstadt                  |    |
| weitere Bilder Fotos hochladen | Brücke und Wohn- und Geschäftshaus | Krämerbrücke 22 (Karte) |           | einzelnes Kulturdenkmal; Teil des Ensembles Bauliche Gesamtanlage Altstadt                  |    |
| weitere Bilder Fotos hochladen | Brücke und Wohn- und Geschäftshaus | Krämerbrücke 23 (Karte) |           | einzelnes Kulturdenkmal; Teil des Ensembles Bauliche Gesamtanlage Altstadt                  |    |
| weitere Bilder Fotos hochladen | Brücke und Wohn- und Geschäftshaus | Krämerbrücke 24 (Karte) |           | einzelnes Kulturdenkmal; Teil des Ensembles Bauliche Gesamtanlage Altstadt                  |    |
| weitere Bilder Fotos hochladen | Brücke und Wohn- und Geschäftshaus | Krämerbrücke 25 (Karte) |           | einzelnes Kulturdenkmal; Teil des Ensembles Bauliche Gesamtanlage Altstadt                  |    |
| weitere Bilder Fotos hochladen | Brücke und Wohn- und Geschäftshaus | Krämerbrücke 26 (Karte) |           | einzelnes Kulturdenkmal; Teil des Ensembles Bauliche Gesamtanlage Altstadt                  |    |
| weitere Bilder Fotos hochladen | Brücke und Wohn- und Geschäftshaus | Krämerbrücke 27 (Karte) |           | einzelnes Kulturdenkmal; Teil des Ensembles Bauliche Gesamtanlage Altstadt                  |    |
| weitere Bilder Fotos hochladen | Brücke und Wohn- und Geschäftshaus | Krämerbrücke 28 (Karte) |           | einzelnes Kulturdenkmal; Teil des Ensembles Bauliche Gesamtanlage Altstadt                  |    |
| weitere Bilder Fotos hochladen | Brücke und Wohn- und Geschäftshaus | Krämerbrücke 29 (Karte) |           | einzelnes Kulturdenkmal; Teil des Ensembles Bauliche Gesamtanlage Altstadt                  |    |
| weitere Bilder Fotos hochladen | Brücke und Wohn- und Geschäftshaus | Krämerbrücke 30 (Karte) |           | einzelnes Kulturdenkmal; Teil des Ensembles Bauliche Gesamtanlage Altstadt                  |    |
| weitere Bilder Fotos hochladen | Brücke und Wohn- und Geschäftshaus | Krämerbrücke 31 (Karte) |           | einzelnes Kulturdenkmal; Teil des Ensembles Bauliche Gesamtanlage Altstadt                  |    |
| weitere Bilder Fotos hochladen | Brücke und Wohn- und Geschäftshaus | Krämerbrücke 32 (Karte) |           | einzelnes Kulturdenkmal; Teil des Ensembles Bauliche Gesamtanlage Altstadt                  |    |
| weitere Bilder Fotos hochladen | Brücke und Wohn- und Geschäftshaus | Krämerbrücke 33 (Karte) |           | einzelnes Kulturdenkmal; Teil des Ensembles Bauliche Gesamtanlage Altstadt                  |    |

### Kreuzgasse
| Bild                           | Bezeichnung                                | Lage                                           | Datierung       | Beschreibung                                                               | ID |
| ------------------------------ | ------------------------------------------ | ---------------------------------------------- | --------------- | -------------------------------------------------------------------------- | -- |
| weitere Bilder Fotos hochladen | Mikwe                                      | Kreuzgasse, Flur 136 Flurstücke 48, 49 (Karte) | 13. Jahrhundert | einzelnes Kulturdenkmal; Teil des Ensembles Bauliche Gesamtanlage Altstadt |    |
| weitere Bilder Fotos hochladen | Wohn- und Geschäftshaus Zum güldenen Kreuz | Kreuzgasse 1 (Karte)                           |                 | einzelnes Kulturdenkmal; Teil des Ensembles Bauliche Gesamtanlage Altstadt |    |
| BW                             |                                            | Kreuzgasse 3 (Karte)                           |                 | Teil des Ensembles Bauliche Gesamtanlage Altstadt                          |    |
| BW                             |                                            | Kreuzgasse 5 (Karte)                           |                 | Teil des Ensembles Bauliche Gesamtanlage Altstadt                          |    |

### Kreuzsand
| Bild                           | Bezeichnung                      | Lage                 | Datierung | Beschreibung                                                               | ID |
| ------------------------------ | -------------------------------- | -------------------- | --------- | -------------------------------------------------------------------------- | -- |
| BW                             |                                  | Kreuzsand 1 (Karte)  |           | Neubau, Teil des Ensembles Bauliche Gesamtanlage Altstadt                  |    |
| weitere Bilder Fotos hochladen |                                  | Kreuzsand 2 (Karte)  |           | Neubau, Teil des Ensembles Bauliche Gesamtanlage Altstadt                  |    |
| weitere Bilder Fotos hochladen |                                  | Kreuzsand 7 (Karte)  |           | Teil des Ensembles Bauliche Gesamtanlage Altstadt                          |    |
| BW                             |                                  | Kreuzsand 8 (Karte)  |           | Teil des Ensembles Bauliche Gesamtanlage Altstadt                          |    |
| weitere Bilder Fotos hochladen |                                  | Kreuzsand 8a (Karte) |           | Teil des Ensembles Bauliche Gesamtanlage Altstadt                          |    |
| weitere Bilder Fotos hochladen | Wohnhaus, ehemals Bursa Pauperum | Kreuzsand 9 (Karte)  |           | einzelnes Kulturdenkmal; Teil des Ensembles Bauliche Gesamtanlage Altstadt |    |
| weitere Bilder Fotos hochladen |                                  | Kreuzsand 10 (Karte) |           | Teil des Ensembles Bauliche Gesamtanlage Altstadt                          |    |

### Lange Brücke
| Bild                           | Bezeichnung                                                     | Lage                    | Datierung | Beschreibung                                                               | ID |
| ------------------------------ | --------------------------------------------------------------- | ----------------------- | --------- | -------------------------------------------------------------------------- | -- |
| weitere Bilder Fotos hochladen |                                                                 | Lange Brücke 1 (Karte)  |           | Teil des Ensembles Bauliche Gesamtanlage Altstadt                          |    |
| weitere Bilder Fotos hochladen |                                                                 | Lange Brücke 2 (Karte)  |           | Teil des Ensembles Bauliche Gesamtanlage Altstadt                          |    |
| weitere Bilder Fotos hochladen |                                                                 | Lange Brücke 3 (Karte)  |           | Teil des Ensembles Bauliche Gesamtanlage Altstadt                          |    |
| weitere Bilder Fotos hochladen |                                                                 | Lange Brücke 4 (Karte)  |           | Teil des Ensembles Bauliche Gesamtanlage Altstadt                          |    |
| weitere Bilder Fotos hochladen |                                                                 | Lange Brücke 5 (Karte)  |           | Teil des Ensembles Bauliche Gesamtanlage Altstadt                          |    |
| weitere Bilder Fotos hochladen |                                                                 | Lange Brücke 6 (Karte)  |           | Teil des Ensembles Bauliche Gesamtanlage Altstadt                          |    |
| weitere Bilder Fotos hochladen |                                                                 | Lange Brücke 8 (Karte)  |           | Teil des Ensembles Bauliche Gesamtanlage Altstadt                          |    |
| weitere Bilder Fotos hochladen |                                                                 | Lange Brücke 9 (Karte)  |           | Teil des Ensembles Bauliche Gesamtanlage Altstadt                          |    |
| weitere Bilder Fotos hochladen |                                                                 | Lange Brücke 10 (Karte) |           | Teil des Ensembles Bauliche Gesamtanlage Altstadt                          |    |
| weitere Bilder Fotos hochladen |                                                                 | Lange Brücke 11 (Karte) |           | Teil des Ensembles Bauliche Gesamtanlage Altstadt                          |    |
| weitere Bilder Fotos hochladen | Wohn- und Geschäftshaus Zur großen und kleinen silbernen Glocke | Lange Brücke 12 (Karte) |           | einzelnes Kulturdenkmal; Teil des Ensembles Bauliche Gesamtanlage Altstadt |    |
| weitere Bilder Fotos hochladen | Wohn- und Geschäftshaus, sogenannte Sackpfeifenmühle            | Lange Brücke 53 (Karte) |           | einzelnes Kulturdenkmal; Teil des Ensembles Bauliche Gesamtanlage Altstadt |    |
| weitere Bilder Fotos hochladen | Wohn- und Geschäftshaus                                         | Lange Brücke 57 (Karte) |           | einzelnes Kulturdenkmal; Teil des Ensembles Bauliche Gesamtanlage Altstadt |    |
| weitere Bilder Fotos hochladen |                                                                 | Lange Brücke 58 (Karte) |           | Teil des Ensembles Bauliche Gesamtanlage Altstadt                          |    |
| weitere Bilder Fotos hochladen |                                                                 | Lange Brücke 59 (Karte) |           | Teil des Ensembles Bauliche Gesamtanlage Altstadt                          |    |
| weitere Bilder Fotos hochladen |                                                                 | Lange Brücke 63 (Karte) |           | Teil des Ensembles Bauliche Gesamtanlage Altstadt                          |    |
| weitere Bilder Fotos hochladen |                                                                 | Lange Brücke 64 (Karte) |           | Teil des Ensembles Bauliche Gesamtanlage Altstadt                          |    |
| weitere Bilder Fotos hochladen |                                                                 | Lange Brücke 65 (Karte) |           | Teil des Ensembles Bauliche Gesamtanlage Altstadt                          |    |

### Marktstraße
| Bild                           | Bezeichnung                           | Lage                                  | Datierung | Beschreibung                                                               | ID |
| ------------------------------ | ------------------------------------- | ------------------------------------- | --------- | -------------------------------------------------------------------------- | -- |
| weitere Bilder Fotos hochladen |                                       | Marktstraße 1 (Karte)                 |           | Teil des Ensembles Bauliche Gesamtanlage Altstadt                          |    |
| weitere Bilder Fotos hochladen |                                       | Marktstraße 2 (Karte)                 |           | Teil des Ensembles Bauliche Gesamtanlage Altstadt                          |    |
| weitere Bilder Fotos hochladen |                                       | Marktstraße 3 (Karte)                 |           | Teil des Ensembles Bauliche Gesamtanlage Altstadt                          |    |
| weitere Bilder Fotos hochladen | Wohn- und Geschäftshaus               | Marktstraße 4 (Karte)                 |           | Teil des Ensembles Bauliche Gesamtanlage Altstadt                          |    |
| BW                             | Hinterhaus                            | Marktstraße 4, neben Nr. 6 (Karte)    |           | einzelnes Kulturdenkmal                                                    |    |
| weitere Bilder Fotos hochladen | Wohn- und Geschäftshaus, Vorderhaus   | Marktstraße 5 (Karte)                 |           | einzelnes Kulturdenkmal; Teil des Ensembles Bauliche Gesamtanlage Altstadt |    |
| weitere Bilder Fotos hochladen | Wohn- und Geschäftshaus, Hinterhäuser | Marktstraße 5 (Karte)                 |           | einzelnes Kulturdenkmal; Teil des Ensembles Bauliche Gesamtanlage Altstadt |    |
| weitere Bilder Fotos hochladen | Wohn- und Geschäftshaus               | Marktstraße 6 (Karte)                 |           | einzelnes Kulturdenkmal; Teil des Ensembles Bauliche Gesamtanlage Altstadt |    |
| weitere Bilder Fotos hochladen |                                       | Marktstraße 7 (Karte)                 |           | Teil des Ensembles Bauliche Gesamtanlage Altstadt                          |    |
| weitere Bilder Fotos hochladen |                                       | Marktstraße 9 (Karte)                 |           | Teil des Ensembles Bauliche Gesamtanlage Altstadt                          |    |
| weitere Bilder Fotos hochladen |                                       | Marktstraße 10 (Karte)                |           | Teil des Ensembles Bauliche Gesamtanlage Altstadt                          |    |
| weitere Bilder Fotos hochladen |                                       | Marktstraße 11 (Karte)                |           | Teil des Ensembles Bauliche Gesamtanlage Altstadt                          |    |
| weitere Bilder Fotos hochladen |                                       | Marktstraße 14 (Karte)                |           | Teil des Ensembles Bauliche Gesamtanlage Altstadt                          |    |
| weitere Bilder Fotos hochladen |                                       | Marktstraße 15 (Karte)                |           | Teil des Ensembles Bauliche Gesamtanlage Altstadt                          |    |
| weitere Bilder Fotos hochladen | Wohn- und Geschäftshaus               | Marktstraße 16; Große Arche 1 (Karte) |           | einzelnes Kulturdenkmal; Teil des Ensembles Bauliche Gesamtanlage Altstadt |    |
| weitere Bilder Fotos hochladen | Wohn- und Geschäftshaus               | Marktstraße 17 (Karte)                |           | einzelnes Kulturdenkmal; Teil des Ensembles Bauliche Gesamtanlage Altstadt |    |
| weitere Bilder Fotos hochladen |                                       | Marktstraße 18 (Karte)                |           | Teil des Ensembles Bauliche Gesamtanlage Altstadt                          |    |
| weitere Bilder Fotos hochladen |                                       | Marktstraße 19 (Karte)                |           | Teil des Ensembles Bauliche Gesamtanlage Altstadt                          |    |
| weitere Bilder Fotos hochladen |                                       | Marktstraße 20 (Karte)                |           | Teil des Ensembles Bauliche Gesamtanlage Altstadt                          |    |
| weitere Bilder Fotos hochladen | Wohn- und Geschäftshaus               | Marktstraße 21 (Karte)                |           | einzelnes Kulturdenkmal; Teil des Ensembles Bauliche Gesamtanlage Altstadt |    |
| weitere Bilder Fotos hochladen |                                       | Marktstraße 22 (Karte)                |           | Teil des Ensembles Bauliche Gesamtanlage Altstadt                          |    |
| weitere Bilder Fotos hochladen |                                       | Marktstraße 23 (Karte)                |           | Teil des Ensembles Bauliche Gesamtanlage Altstadt                          |    |
| weitere Bilder Fotos hochladen |                                       | Marktstraße 25 (Karte)                |           | Teil des Ensembles Bauliche Gesamtanlage Altstadt                          |    |
| weitere Bilder Fotos hochladen | Wohn- und Geschäftshaus               | Marktstraße 26 (Karte)                |           | einzelnes Kulturdenkmal; Teil des Ensembles Bauliche Gesamtanlage Altstadt |    |
| weitere Bilder Fotos hochladen |                                       | Marktstraße 27 (Karte)                |           | Teil des Ensembles Bauliche Gesamtanlage Altstadt                          |    |
| BW                             | Kelleranlage                          | Marktstraße 27 (Karte)                |           | einzelnes Kulturdenkmal                                                    |    |
| weitere Bilder Fotos hochladen | Wohn- und Geschäftshaus               | Marktstraße 28 (Karte)                |           | einzelnes Kulturdenkmal; Teil des Ensembles Bauliche Gesamtanlage Altstadt |    |
| weitere Bilder Fotos hochladen |                                       | Marktstraße 32 (Karte)                |           | Teil des Ensembles Bauliche Gesamtanlage Altstadt                          |    |
| weitere Bilder Fotos hochladen | Wohn- und Geschäftshaus               | Marktstraße 34 (Karte)                |           | einzelnes Kulturdenkmal; Teil des Ensembles Bauliche Gesamtanlage Altstadt |    |
| BW                             | Hofgebäude                            | Marktstraße 34 (Karte)                |           | einzelnes Kulturdenkmal; Teil des Ensembles Bauliche Gesamtanlage Altstadt |    |
| BW                             |                                       | Marktstraße 34a (Karte)               |           | Teil des Ensembles Bauliche Gesamtanlage Altstadt                          |    |
| BW                             |                                       | Marktstraße 34b (Karte)               |           | Teil des Ensembles Bauliche Gesamtanlage Altstadt                          |    |
| weitere Bilder Fotos hochladen |                                       | Marktstraße 34c (Karte)               |           | Teil des Ensembles Bauliche Gesamtanlage Altstadt                          |    |
| weitere Bilder Fotos hochladen | Wohn- und Geschäftshaus               | Marktstraße 35 (Karte)                |           | einzelnes Kulturdenkmal; Teil des Ensembles Bauliche Gesamtanlage Altstadt |    |
| BW                             | Hofgebäude                            | Marktstraße 35 (Karte)                |           | einzelnes Kulturdenkmal; Teil des Ensembles Bauliche Gesamtanlage Altstadt |    |
| weitere Bilder Fotos hochladen |                                       | Marktstraße 36 (Karte)                |           | Teil des Ensembles Bauliche Gesamtanlage Altstadt                          |    |
| weitere Bilder Fotos hochladen | Stadthof Zum güldenen Schwanring      | Marktstraße 38 (Karte)                |           | einzelnes Kulturdenkmal; Teil des Ensembles Bauliche Gesamtanlage Altstadt |    |
| weitere Bilder Fotos hochladen | Stadthof Zum güldenen Schwanring      | Marktstraße 38a (Karte)               |           | einzelnes Kulturdenkmal                                                    |    |
| weitere Bilder Fotos hochladen | Stadthof Zum güldenen Schwanring      | Marktstraße 38b (Karte)               |           | einzelnes Kulturdenkmal                                                    |    |
| weitere Bilder Fotos hochladen |                                       | Marktstraße 39 (Karte)                |           | Teil des Ensembles Bauliche Gesamtanlage Altstadt                          |    |
| weitere Bilder Fotos hochladen |                                       | Marktstraße 41 (Karte)                |           | Teil des Ensembles Bauliche Gesamtanlage Altstadt                          |    |
| weitere Bilder Fotos hochladen |                                       | Marktstraße 44 (Karte)                |           | Teil des Ensembles Bauliche Gesamtanlage Altstadt                          |    |
| weitere Bilder Fotos hochladen |                                       | Marktstraße 45 (Karte)                |           | Teil des Ensembles Bauliche Gesamtanlage Altstadt                          |    |
| weitere Bilder Fotos hochladen |                                       | Marktstraße 46 (Karte)                |           | Teil des Ensembles Bauliche Gesamtanlage Altstadt                          |    |
| weitere Bilder Fotos hochladen |                                       | Marktstraße 47 (Karte)                |           | Teil des Ensembles Bauliche Gesamtanlage Altstadt                          |    |
| weitere Bilder Fotos hochladen |                                       | Marktstraße 48 (Karte)                |           | Teil des Ensembles Bauliche Gesamtanlage Altstadt                          |    |
| weitere Bilder Fotos hochladen | Stadthof Zum güldenen Rad             | Marktstraße 50 (Karte)                |           | einzelnes Kulturdenkmal; Teil des Ensembles Bauliche Gesamtanlage Altstadt |    |
| weitere Bilder Fotos hochladen |                                       | Marktstraße 51 (Karte)                |           | Teil des Ensembles Bauliche Gesamtanlage Altstadt                          |    |
| weitere Bilder Fotos hochladen |                                       | Marktstraße 52 (Karte)                |           | Teil des Ensembles Bauliche Gesamtanlage Altstadt                          |    |
| weitere Bilder Fotos hochladen |                                       | Marktstraße 53 (Karte)                |           | Teil des Ensembles Bauliche Gesamtanlage Altstadt                          |    |
| weitere Bilder Fotos hochladen | Wohn- und Geschäftshaus               | Marktstraße 54 (Karte)                |           | einzelnes Kulturdenkmal; Teil des Ensembles Bauliche Gesamtanlage Altstadt |    |
| weitere Bilder Fotos hochladen |                                       | Marktstraße 55 (Karte)                |           | Teil des Ensembles Bauliche Gesamtanlage Altstadt                          |    |
| weitere Bilder Fotos hochladen |                                       | Marktstraße 56 (Karte)                |           | Teil des Ensembles Bauliche Gesamtanlage Altstadt                          |    |

### Meister-Eckehart-Straße
| Bild                           | Bezeichnung | Lage                              | Datierung | Beschreibung                                      | ID |
| ------------------------------ | ----------- | --------------------------------- | --------- | ------------------------------------------------- | -- |
| weitere Bilder Fotos hochladen |             | Meister-Eckehart-Straße 1 (Karte) |           | Teil des Ensembles Bauliche Gesamtanlage Altstadt |    |
| weitere Bilder Fotos hochladen |             | Meister-Eckehart-Straße 6 (Karte) |           | Teil des Ensembles Bauliche Gesamtanlage Altstadt |    |
| weitere Bilder Fotos hochladen |             | Meister-Eckehart-Straße 7 (Karte) |           | Teil des Ensembles Bauliche Gesamtanlage Altstadt |    |
| weitere Bilder Fotos hochladen |             | Meister-Eckehart-Straße 8 (Karte) |           | Teil des Ensembles Bauliche Gesamtanlage Altstadt |    |

### Mettengasse
| Bild                           | Bezeichnung             | Lage                  | Datierung | Beschreibung                                                               | ID |
| ------------------------------ | ----------------------- | --------------------- | --------- | -------------------------------------------------------------------------- | -- |
| weitere Bilder Fotos hochladen | Ehemaliger Waidspeicher | Mettengasse 4 (Karte) |           | einzelnes Kulturdenkmal; Teil des Ensembles Bauliche Gesamtanlage Altstadt |    |

### Michaelisstraße
| Bild                                    | Bezeichnung                                                       | Lage                                               | Datierung | Beschreibung                                                                                | ID |
| --------------------------------------- | ----------------------------------------------------------------- | -------------------------------------------------- | --------- | ------------------------------------------------------------------------------------------- | -- |
| weitere Bilder Fotos hochladen          | Wohn- und Geschäftshaus Feuerkugel, ehemals Müllers Kaffeehaus    | Michaelisstraße 3, 4 (Karte)                       |           | einzelnes Kulturdenkmal; Teil des Ensembles Bauliche Gesamtanlage Altstadt                  |    |
| BW                                      | Keller                                                            | Michaelisstraße 5 (Karte)                          |           | einzelnes Kulturdenkmal                                                                     |    |
| weitere Bilder Fotos hochladen          | Wohn- und Geschäftshaus                                           | Michaelisstraße 5 (Karte)                          |           | Teil des Ensembles Bauliche Gesamtanlage Altstadt                                           |    |
| weitere Bilder Fotos hochladen          | Geschäftshaus Zur kleinen alten Waage                             | Michaelisstraße 6 (Karte)                          |           | einzelnes Kulturdenkmal; Teil des Ensembles Bauliche Gesamtanlage Altstadt                  |    |
| weitere Bilder Fotos hochladen          | Stadthof Zur großen alten Waage                                   | Michaelisstraße 7 (Karte)                          |           | einzelnes Kulturdenkmal; Teil des Ensembles Bauliche Gesamtanlage Altstadt                  |    |
| weitere Bilder Fotos hochladen          | Wohn- und Geschäftshaus Zur Sichel                                | Michaelisstraße 8 (Karte)                          |           | einzelnes Kulturdenkmal; Teil des Ensembles Bauliche Gesamtanlage Altstadt                  |    |
| weitere Bilder Fotos hochladen          | Wohn- und Geschäftshaus Zum goldenen Schwan bzw. Zum weißen Kreuz | Michaelisstraße 9 (Karte)                          |           | einzelnes Kulturdenkmal; Teil des Ensembles Bauliche Gesamtanlage Altstadt                  |    |
| weitere Bilder Fotos hochladen          | Stadthof Zum Güldenen Krönbacken, Vordergebäude                   | Michaelisstraße 10, Flur 120, Fl.St. 194/1 (Karte) |           | einzelnes Kulturdenkmal; Teil des Ensembles Bauliche Gesamtanlage Altstadt                  |    |
| weitere Bilder Fotos hochladen          | Stadthof Zum Güldenen Krönbacken, Rückgebäude                     | Michaelisstraße 10, Flur 120, Fl.St. 194/2 (Karte) |           | einzelnes Kulturdenkmal; Teil des Ensembles Bauliche Gesamtanlage Altstadt                  |    |
| weitere Bilder Fotos hochladen          | Stadthof Zum Güldenen Krönbacken, Hofgebäude                      | Michaelisstraße 10, Flur 120, Fl.St. 197/1 (Karte) |           | einzelnes Kulturdenkmal; Teil des Ensembles Bauliche Gesamtanlage Altstadt                  |    |
| weitere Bilder Fotos hochladen          | Michaeliskirche und Kirchhof                                      | Michaelisstraße 11 (Karte)                         |           | mit Ausstattung; einzelnes Kulturdenkmal; Teil des Ensembles Bauliche Gesamtanlage Altstadt |    |
| weitere Bilder Fotos hochladen          |                                                                   | Michaelisstraße 12 (Karte)                         |           | Teil des Ensembles Bauliche Gesamtanlage Altstadt                                           |    |
| weitere Bilder Fotos hochladen          |                                                                   | Michaelisstraße 13 (Karte)                         |           | Teil des Ensembles Bauliche Gesamtanlage Altstadt                                           |    |
| weitere Bilder Fotos hochladen          |                                                                   | Michaelisstraße 13a (Karte)                        |           | Teil des Ensembles Bauliche Gesamtanlage Altstadt                                           |    |
| weitere Bilder Fotos hochladen          | Wohnhaus                                                          | Michaelisstraße 14 (Karte)                         |           | einzelnes Kulturdenkmal; Teil des Ensembles Bauliche Gesamtanlage Altstadt                  |    |
| weitere Bilder Fotos hochladen          |                                                                   | Michaelisstraße 15 (Karte)                         |           | Teil des Ensembles Bauliche Gesamtanlage Altstadt                                           |    |
| weitere Bilder Fotos hochladen          | Wohn- und Geschäftshaus                                           | Michaelisstraße 16 (Karte)                         |           | Teil des Ensembles Bauliche Gesamtanlage Altstadt                                           |    |
| weitere Bilder Fotos hochladen          |                                                                   | Michaelisstraße 17 (Karte)                         |           | Teil des Ensembles Bauliche Gesamtanlage Altstadt                                           |    |
| weitere Bilder Fotos hochladen          |                                                                   | Michaelisstraße 18 (Karte)                         |           | Teil des Ensembles Bauliche Gesamtanlage Altstadt                                           |    |
| weitere Bilder Fotos hochladen          | Wohn- und Geschäftshaus Zum Leoparden                             | Michaelisstraße 19 (Karte)                         |           | einzelnes Kulturdenkmal; Teil des Ensembles Bauliche Gesamtanlage Altstadt                  |    |
| BW                                      | Hofgebäude                                                        | Michaelisstraße 19 (Karte)                         |           | Teil des Ensembles Bauliche Gesamtanlage Altstadt                                           |    |
| weitere Bilder Fotos hochladen          | Wohn- und Geschäftshaus Zum Leoparden                             | Michaelisstraße 20 (Karte)                         |           | einzelnes Kulturdenkmal; Teil des Ensembles Bauliche Gesamtanlage Altstadt                  |    |
| BW                                      | Hofgebäude                                                        | Michaelisstraße 20 (Karte)                         |           | Teil des Ensembles Bauliche Gesamtanlage Altstadt                                           |    |
| weitere Bilder Fotos hochladen          |                                                                   | Michaelisstraße 21 (Karte)                         |           | Teil des Ensembles Bauliche Gesamtanlage Altstadt                                           |    |
| weitere Bilder Fotos hochladen          |                                                                   | Michaelisstraße 22 (Karte)                         |           | Teil des Ensembles Bauliche Gesamtanlage Altstadt                                           |    |
| weitere Bilder Fotos hochladen          |                                                                   | Michaelisstraße 24 (Karte)                         |           | Teil des Ensembles Bauliche Gesamtanlage Altstadt                                           |    |
| weitere Bilder Fotos hochladen          |                                                                   | Michaelisstraße 25 (Karte)                         |           | Teil des Ensembles Bauliche Gesamtanlage Altstadt                                           |    |
| weitere Bilder Fotos hochladen          |                                                                   | Michaelisstraße 26 (Karte)                         |           | Teil des Ensembles Bauliche Gesamtanlage Altstadt                                           |    |
| weitere Bilder Fotos hochladen          | Keller                                                            | Michaelisstraße 27 (Karte)                         |           | einzelnes Kulturdenkmal                                                                     |    |
| weitere Bilder Fotos hochladen          |                                                                   | Michaelisstraße 27 (Karte)                         |           | Teil des Ensembles Bauliche Gesamtanlage Altstadt                                           |    |
| BW                                      | Keller                                                            | Michaelisstraße 28 (Karte)                         |           | einzelnes Kulturdenkmal                                                                     |    |
| weitere Bilder Fotos hochladen          |                                                                   | Michaelisstraße 28 (Karte)                         |           | Teil des Ensembles Bauliche Gesamtanlage Altstadt                                           |    |
| weitere Bilder Fotos hochladen          |                                                                   | Michaelisstraße 29 (Karte)                         |           | Teil des Ensembles Bauliche Gesamtanlage Altstadt                                           |    |
| BW                                      |                                                                   | Michaelisstraße 29a (Karte)                        |           | Teil des Ensembles Bauliche Gesamtanlage Altstadt                                           |    |
| weitere Bilder Fotos hochladen          | Hofgebäude Zum Rosenbaum                                          | Michaelisstraße 30 (Karte)                         |           | einzelnes Kulturdenkmal; Teil des Ensembles Bauliche Gesamtanlage Altstadt                  |    |
| weitere Bilder Fotos hochladen          | Vorderhaus                                                        | Michaelisstraße 30 (Karte)                         |           | Teil des Ensembles Bauliche Gesamtanlage Altstadt                                           |    |
| weitere Bilder Fotos hochladen          |                                                                   | Michaelisstraße 30a (Karte)                        |           | Teil des Ensembles Bauliche Gesamtanlage Altstadt                                           |    |
| BW                                      | Kelleranlage                                                      | Michaelisstraße 31 (Karte)                         |           | einzelnes Kulturdenkmal                                                                     |    |
| Direkt Bild zu diesem Denkmal hochladen | Portal                                                            | Michaelisstraße 31                                 |           | einzelnes Kulturdenkmal                                                                     |    |
| weitere Bilder Fotos hochladen          |                                                                   | Michaelisstraße 31 (Karte)                         |           | Teil des Ensembles Bauliche Gesamtanlage Altstadt                                           |    |
| weitere Bilder Fotos hochladen          |                                                                   | Michaelisstraße 32 (Karte)                         |           | Teil des Ensembles Bauliche Gesamtanlage Altstadt                                           |    |
| weitere Bilder Fotos hochladen          |                                                                   | Michaelisstraße 34 (Karte)                         |           | Teil des Ensembles Bauliche Gesamtanlage Altstadt                                           |    |
| weitere Bilder Fotos hochladen          |                                                                   | Michaelisstraße 37 (Karte)                         |           | Teil des Ensembles Bauliche Gesamtanlage Altstadt                                           |    |
| weitere Bilder Fotos hochladen          | Wohnhaus Zur großen Arche Noae                                    | Michaelisstraße 38 (Karte)                         |           | einzelnes Kulturdenkmal; Teil des Ensembles Bauliche Gesamtanlage Altstadt                  |    |
| weitere Bilder Fotos hochladen          | Seitenflügel                                                      | Michaelisstraße 38 (Karte)                         |           | einzelnes Kulturdenkmal; Teil des Ensembles Bauliche Gesamtanlage Altstadt                  |    |
| weitere Bilder Fotos hochladen          | Universitätsgebäude collegium majus                               | Michaelisstraße 39 (Karte)                         |           | einzelnes Kulturdenkmal; Teil des Ensembles Bauliche Gesamtanlage Altstadt                  |    |
| weitere Bilder Fotos hochladen          |                                                                   | Michaelisstraße 40 (Karte)                         |           | Teil des Ensembles Bauliche Gesamtanlage Altstadt                                           |    |
| weitere Bilder Fotos hochladen          | Wohn- und Geschäftshaus Zur weißen Lilie                          | Michaelisstraße 41 (Karte)                         |           | einzelnes Kulturdenkmal; Teil des Ensembles Bauliche Gesamtanlage Altstadt                  |    |
| BW                                      | Keller                                                            | Michaelisstraße 41 (Karte)                         |           | einzelnes Kulturdenkmal; Teil des Ensembles Bauliche Gesamtanlage Altstadt                  |    |
| BW                                      |                                                                   | Michaelisstraße 42 (Karte)                         |           | Teil des Ensembles Bauliche Gesamtanlage Altstadt                                           |    |
| weitere Bilder Fotos hochladen          |                                                                   | Michaelisstraße 43 (Karte)                         |           | Teil des Ensembles Bauliche Gesamtanlage Altstadt                                           |    |
| BW                                      |                                                                   | Michaelisstraße 44 (Karte)                         |           | Teil des Ensembles Bauliche Gesamtanlage Altstadt                                           |    |
| BW                                      |                                                                   | Michaelisstraße 44a (Karte)                        |           | Teil des Ensembles Bauliche Gesamtanlage Altstadt                                           |    |
| weitere Bilder Fotos hochladen          | Wohn- und Geschäftshaus Zum hohen Weg                             | Michaelisstraße 45 (Karte)                         |           | einzelnes Kulturdenkmal; Teil des Ensembles Bauliche Gesamtanlage Altstadt                  |    |
| BW                                      | Keller und mittelalterliche Steinwand                             | Michaelisstraße 46 (Karte)                         |           | einzelnes Kulturdenkmal; Teil des Ensembles Bauliche Gesamtanlage Altstadt                  |    |
| weitere Bilder Fotos hochladen          | Wohn- und Geschäftshaus Zum schwarzen Horn                        | Michaelisstraße 48 (Karte)                         |           | einzelnes Kulturdenkmal; Teil des Ensembles Bauliche Gesamtanlage Altstadt                  |    |
| weitere Bilder Fotos hochladen          | Wohn- und Geschäftshaus Zum Keller                                | Michaelisstraße 49 (Karte)                         |           | einzelnes Kulturdenkmal; Teil des Ensembles Bauliche Gesamtanlage Altstadt                  |    |

### Nonnengasse
| Bild                           | Bezeichnung | Lage                   | Datierung | Beschreibung                                                               | ID |
| ------------------------------ | ----------- | ---------------------- | --------- | -------------------------------------------------------------------------- | -- |
| weitere Bilder Fotos hochladen |             | Nonnengasse 4 (Karte)  |           | Teil des Ensembles Bauliche Gesamtanlage Altstadt                          |    |
| weitere Bilder Fotos hochladen |             | Nonnengasse 5 (Karte)  |           | Teil des Ensembles Bauliche Gesamtanlage Altstadt                          |    |
| weitere Bilder Fotos hochladen |             | Nonnengasse 5a (Karte) |           | Teil des Ensembles Bauliche Gesamtanlage Altstadt                          |    |
| weitere Bilder Fotos hochladen | Wohnhaus    | Nonnengasse 6 (Karte)  |           | einzelnes Kulturdenkmal; Teil des Ensembles Bauliche Gesamtanlage Altstadt |    |
| BW                             | Gartenhaus  | Nonnengasse 6 (Karte)  |           | einzelnes Kulturdenkmal; Teil des Ensembles Bauliche Gesamtanlage Altstadt |    |
| weitere Bilder Fotos hochladen | Wohnhaus    | Nonnengasse 11 (Karte) |           | Teil des Ensembles Bauliche Gesamtanlage Altstadt                          |    |
| BW                             | Keller      | Nonnengasse 11 (Karte) |           | einzelnes Kulturdenkmal; Teil des Ensembles Bauliche Gesamtanlage Altstadt |    |
| weitere Bilder Fotos hochladen |             | Nonnengasse 12 (Karte) |           | Teil des Ensembles Bauliche Gesamtanlage Altstadt                          |    |
| weitere Bilder Fotos hochladen |             | Nonnengasse 13 (Karte) |           | Teil des Ensembles Bauliche Gesamtanlage Altstadt                          |    |

### Paulstraße
| Bild                           | Bezeichnung                                       | Lage                                       | Datierung | Beschreibung                                                               | ID |
| ------------------------------ | ------------------------------------------------- | ------------------------------------------ | --------- | -------------------------------------------------------------------------- | -- |
| weitere Bilder Fotos hochladen |                                                   | Paulstraße 1 (Karte)                       |           | Teil des Ensembles Bauliche Gesamtanlage Altstadt                          |    |
| weitere Bilder Fotos hochladen |                                                   | Paulstraße 2 (Karte)                       |           | Teil des Ensembles Bauliche Gesamtanlage Altstadt                          |    |
| weitere Bilder Fotos hochladen |                                                   | Paulstraße 3 (Karte)                       |           | Teil des Ensembles Bauliche Gesamtanlage Altstadt                          |    |
| weitere Bilder Fotos hochladen |                                                   | Paulstraße 4 (Karte)                       |           | Teil des Ensembles Bauliche Gesamtanlage Altstadt                          |    |
| weitere Bilder Fotos hochladen |                                                   | Paulstraße 5 (Karte)                       |           | Teil des Ensembles Bauliche Gesamtanlage Altstadt                          |    |
| weitere Bilder Fotos hochladen |                                                   | Paulstraße 6 (Karte)                       |           | Teil des Ensembles Bauliche Gesamtanlage Altstadt                          |    |
| weitere Bilder Fotos hochladen |                                                   | Paulstraße 7 (Karte)                       |           | Teil des Ensembles Bauliche Gesamtanlage Altstadt                          |    |
| BW                             |                                                   | Paulstraße 9, Flur 142 Fl.St. 17/0 (Karte) |           | Teil des Ensembles Bauliche Gesamtanlage Altstadt                          |    |
| BW                             |                                                   | Paulstraße 9, Flur 142 Fl.St. 18/0 (Karte) |           | Teil des Ensembles Bauliche Gesamtanlage Altstadt                          |    |
| BW                             |                                                   | Paulstraße 9, Flur 142 Fl.St. 19/0 (Karte) |           | Teil des Ensembles Bauliche Gesamtanlage Altstadt                          |    |
| weitere Bilder Fotos hochladen | Kirchturm und Bauteile der ehemaligen Paulskirche | Paulstraße 11 (Karte)                      |           | einzelnes Kulturdenkmal; Teil des Ensembles Bauliche Gesamtanlage Altstadt |    |
| BW                             | Kelleranlage                                      | Paulstraße 13 (Karte)                      |           | einzelnes Kulturdenkmal                                                    |    |
| weitere Bilder Fotos hochladen |                                                   | Paulstraße 13 (Karte)                      |           | Teil des Ensembles Bauliche Gesamtanlage Altstadt                          |    |
| BW                             | Kelleranlage                                      | Paulstraße 14 (Karte)                      |           | einzelnes Kulturdenkmal                                                    |    |
| BW                             |                                                   | Paulstraße 14 (Karte)                      |           | einzelnes Kulturdenkmal                                                    |    |
| weitere Bilder Fotos hochladen |                                                   | Paulstraße 15 (Karte)                      |           | Teil des Ensembles Bauliche Gesamtanlage Altstadt                          |    |
| weitere Bilder Fotos hochladen |                                                   | Paulstraße 16 (Karte)                      |           | Teil des Ensembles Bauliche Gesamtanlage Altstadt                          |    |
| BW                             | Kelleranlage                                      | Paulstraße 17 (Karte)                      |           | einzelnes Kulturdenkmal                                                    |    |
| weitere Bilder Fotos hochladen |                                                   | Paulstraße 17 (Karte)                      |           | Teil des Ensembles Bauliche Gesamtanlage Altstadt                          |    |
| BW                             | Wohnhaus                                          | Paulstraße 19 (Karte)                      |           | einzelnes Kulturdenkmal; Teil des Ensembles Bauliche Gesamtanlage Altstadt |    |
| BW                             | Keller                                            | Paulstraße 19 (Karte)                      |           | einzelnes Kulturdenkmal; Teil des Ensembles Bauliche Gesamtanlage Altstadt |    |
| weitere Bilder Fotos hochladen | Wohnhaus                                          | Paulstraße 20 (Karte)                      |           | einzelnes Kulturdenkmal; Teil des Ensembles Bauliche Gesamtanlage Altstadt |    |
| weitere Bilder Fotos hochladen | Tor                                               | Paulstraße 20 (Karte)                      |           | einzelnes Kulturdenkmal; Teil des Ensembles Bauliche Gesamtanlage Altstadt |    |
| weitere Bilder Fotos hochladen |                                                   | Paulstraße 21 (Karte)                      |           | Teil des Ensembles Bauliche Gesamtanlage Altstadt                          |    |
| weitere Bilder Fotos hochladen |                                                   | Paulstraße 23 (Karte)                      |           | Teil des Ensembles Bauliche Gesamtanlage Altstadt                          |    |
| weitere Bilder Fotos hochladen |                                                   | Paulstraße 25 (Karte)                      |           | Teil des Ensembles Bauliche Gesamtanlage Altstadt                          |    |
| weitere Bilder Fotos hochladen |                                                   | Paulstraße 26 (Karte)                      |           | Teil des Ensembles Bauliche Gesamtanlage Altstadt                          |    |
| weitere Bilder Fotos hochladen |                                                   | Paulstraße 27 (Karte)                      |           | Teil des Ensembles Bauliche Gesamtanlage Altstadt                          |    |
| weitere Bilder Fotos hochladen |                                                   | Paulstraße 29 (Karte)                      |           | Teil des Ensembles Bauliche Gesamtanlage Altstadt                          |    |
| weitere Bilder Fotos hochladen |                                                   | Paulstraße 31 (Karte)                      |           | Teil des Ensembles Bauliche Gesamtanlage Altstadt                          |    |

### Predigerstraße
| Bild                           | Bezeichnung                                                 | Lage                          | Datierung | Beschreibung                                                               | ID |
| ------------------------------ | ----------------------------------------------------------- | ----------------------------- | --------- | -------------------------------------------------------------------------- | -- |
| weitere Bilder Fotos hochladen | Gustav-Adolf-Brunnen                                        | Predigerstraße o. Nr. (Karte) |           | einzelnes Kulturdenkmal; Teil des Ensembles Bauliche Gesamtanlage Altstadt |    |
| weitere Bilder Fotos hochladen |                                                             | Predigerstraße 1 (Karte)      |           | Teil des Ensembles Bauliche Gesamtanlage Altstadt                          |    |
| weitere Bilder Fotos hochladen | Wohnhaus                                                    | Predigerstraße 3 (Karte)      |           | einzelnes Kulturdenkmal; Teil des Ensembles Bauliche Gesamtanlage Altstadt |    |
| weitere Bilder Fotos hochladen |                                                             | Predigerstraße 4 (Karte)      |           | Teil des Ensembles Bauliche Gesamtanlage Altstadt                          |    |
| weitere Bilder Fotos hochladen | Ehemalige Klosteranlage und sogenannte Predigerkirche       | Predigerstraße 5 (Karte)      |           | einzelnes Kulturdenkmal; Teil des Ensembles Bauliche Gesamtanlage Altstadt |    |
| BW                             |                                                             | Predigerstraße 5a (Karte)     |           | Teil des Ensembles Bauliche Gesamtanlage Altstadt                          |    |
| weitere Bilder Fotos hochladen |                                                             | Predigerstraße 6 (Karte)      |           | Teil des Ensembles Bauliche Gesamtanlage Altstadt                          |    |
| weitere Bilder Fotos hochladen | Wohnhaus Zum güldenen Heer                                  | Predigerstraße 7 (Karte)      |           | einzelnes Kulturdenkmal; Teil des Ensembles Bauliche Gesamtanlage Altstadt |    |
| weitere Bilder Fotos hochladen |                                                             | Predigerstraße 8 (Karte)      |           | Teil des Ensembles Bauliche Gesamtanlage Altstadt                          |    |
| weitere Bilder Fotos hochladen |                                                             | Predigerstraße 9 (Karte)      |           | Teil des Ensembles Bauliche Gesamtanlage Altstadt                          |    |
| weitere Bilder Fotos hochladen | Wohn- und Geschäftshaus Zum güldenen Ringe und Zum Eberzahn | Predigerstraße 10 (Karte)     |           | einzelnes Kulturdenkmal; Teil des Ensembles Bauliche Gesamtanlage Altstadt |    |
| weitere Bilder Fotos hochladen |                                                             | Predigerstraße 11 (Karte)     |           | Teil des Ensembles Bauliche Gesamtanlage Altstadt                          |    |
| weitere Bilder Fotos hochladen | Wohn- und Geschäftshaus                                     | Predigerstraße 12 (Karte)     |           | einzelnes Kulturdenkmal; Teil des Ensembles Bauliche Gesamtanlage Altstadt |    |
| weitere Bilder Fotos hochladen |                                                             | Predigerstraße 13 (Karte)     |           | Teil des Ensembles Bauliche Gesamtanlage Altstadt                          |    |
| weitere Bilder Fotos hochladen | Wohn- und Geschäftshaus                                     | Predigerstraße 14 (Karte)     |           | einzelnes Kulturdenkmal; Teil des Ensembles Bauliche Gesamtanlage Altstadt |    |
| weitere Bilder Fotos hochladen |                                                             | Predigerstraße 16 (Karte)     |           | Teil des Ensembles Bauliche Gesamtanlage Altstadt                          |    |
| weitere Bilder Fotos hochladen |                                                             | Predigerstraße 17 (Karte)     |           | Teil des Ensembles Bauliche Gesamtanlage Altstadt                          |    |
| weitere Bilder Fotos hochladen |                                                             | Predigerstraße 18 (Karte)     |           | Teil des Ensembles Bauliche Gesamtanlage Altstadt                          |    |
| weitere Bilder Fotos hochladen | Wohn- und Geschäftshaus nur Gebäude ehemals Schuhgasse      | Predigerstraße 19 (Karte)     |           | einzelnes Kulturdenkmal; Teil des Ensembles Bauliche Gesamtanlage Altstadt |    |
| weitere Bilder Fotos hochladen | Wohn- und Geschäftshaus                                     | Predigerstraße 20 (Karte)     |           | einzelnes Kulturdenkmal; Teil des Ensembles Bauliche Gesamtanlage Altstadt |    |

### Rathausgasse
| Bild                           | Bezeichnung | Lage                   | Datierung | Beschreibung                                      | ID |
| ------------------------------ | ----------- | ---------------------- | --------- | ------------------------------------------------- | -- |
| weitere Bilder Fotos hochladen |             | Rathausgasse 6 (Karte) |           | Teil des Ensembles Bauliche Gesamtanlage Altstadt |    |
| weitere Bilder Fotos hochladen |             | Rathausgasse 7 (Karte) |           | Teil des Ensembles Bauliche Gesamtanlage Altstadt |    |
| weitere Bilder Fotos hochladen |             | Rathausgasse 8 (Karte) |           | Teil des Ensembles Bauliche Gesamtanlage Altstadt |    |

### Rumpelgasse
| Bild                           | Bezeichnung        | Lage                   | Datierung | Beschreibung                                                               | ID |
| ------------------------------ | ------------------ | ---------------------- | --------- | -------------------------------------------------------------------------- | -- |
| weitere Bilder Fotos hochladen | Verwaltungsgebäude | Rumpelgasse 1 (Karte)  |           | einzelnes Kulturdenkmal; Teil des Ensembles Bauliche Gesamtanlage Altstadt |    |
| weitere Bilder Fotos hochladen |                    | Rumpelgasse 2 (Karte)  |           | Teil des Ensembles Bauliche Gesamtanlage Altstadt                          |    |
| BW                             |                    | Rumpelgasse 3 (Karte)  |           | Teil des Ensembles Bauliche Gesamtanlage Altstadt                          |    |
| BW                             |                    | Rumpelgasse 3a (Karte) |           | Teil des Ensembles Bauliche Gesamtanlage Altstadt                          |    |
| BW                             | Keller             | Rumpelgasse 4 (Karte)  |           | einzelnes Kulturdenkmal                                                    |    |
| BW                             |                    | Rumpelgasse 4 (Karte)  |           | Teil des Ensembles Bauliche Gesamtanlage Altstadt                          |    |
| BW                             | Keller             | Rumpelgasse 4a (Karte) |           | einzelnes Kulturdenkmal                                                    |    |
| BW                             |                    | Rumpelgasse 4a (Karte) |           | Teil des Ensembles Bauliche Gesamtanlage Altstadt                          |    |
| BW                             |                    | Rumpelgasse 5 (Karte)  |           | Teil des Ensembles Bauliche Gesamtanlage Altstadt                          |    |
| BW                             |                    | Rumpelgasse 5a (Karte) |           | Teil des Ensembles Bauliche Gesamtanlage Altstadt                          |    |
| BW                             |                    | Rumpelgasse 5b (Karte) |           | Teil des Ensembles Bauliche Gesamtanlage Altstadt                          |    |
| BW                             |                    | Rumpelgasse 5c (Karte) |           | Teil des Ensembles Bauliche Gesamtanlage Altstadt                          |    |
| weitere Bilder Fotos hochladen |                    | Rumpelgasse 7 (Karte)  |           | Teil des Ensembles Bauliche Gesamtanlage Altstadt                          |    |

### Schattenwandgasse
| Bild                           | Bezeichnung | Lage                        | Datierung | Beschreibung                                      | ID |
| ------------------------------ | ----------- | --------------------------- | --------- | ------------------------------------------------- | -- |
| weitere Bilder Fotos hochladen |             | Schattenwandgasse 2 (Karte) |           | Teil des Ensembles Bauliche Gesamtanlage Altstadt |    |

### Schlösserstraße
| Bild                           | Bezeichnung           | Lage                           | Datierung | Beschreibung                                                               | ID |
| ------------------------------ | --------------------- | ------------------------------ | --------- | -------------------------------------------------------------------------- | -- |
| weitere Bilder Fotos hochladen | Schlösserbrücke       | Schlösserstraße o. Nr. (Karte) |           | einzelnes Kulturdenkmal                                                    |    |
| weitere Bilder Fotos hochladen | Sogenannte Neue Mühle | Schlösserstraße 25 (Karte)     |           | einzelnes Kulturdenkmal; Teil des Ensembles Bauliche Gesamtanlage Altstadt |    |
| weitere Bilder Fotos hochladen | Sogenannte Neue Mühle | Schlösserstraße 25a (Karte)    |           | einzelnes Kulturdenkmal; Teil des Ensembles Bauliche Gesamtanlage Altstadt |    |
| BW                             | Gartenhaus            | Schlösserstraße 27 (Karte)     |           | einzelnes Kulturdenkmal                                                    |    |
| weitere Bilder Fotos hochladen |                       | Schlösserstraße 27 (Karte)     |           | Teil des Ensembles Bauliche Gesamtanlage Altstadt                          |    |
| weitere Bilder Fotos hochladen |                       | Schlösserstraße 31 (Karte)     |           | Teil des Ensembles Bauliche Gesamtanlage Altstadt                          |    |
| weitere Bilder Fotos hochladen |                       | Schlösserstraße 32 (Karte)     |           | Teil des Ensembles Bauliche Gesamtanlage Altstadt                          |    |
| weitere Bilder Fotos hochladen |                       | Schlösserstraße 33 (Karte)     |           | Teil des Ensembles Bauliche Gesamtanlage Altstadt                          |    |
| weitere Bilder Fotos hochladen |                       | Schlösserstraße 34 (Karte)     |           | Teil des Ensembles Bauliche Gesamtanlage Altstadt                          |    |
| weitere Bilder Fotos hochladen |                       | Schlösserstraße 35 (Karte)     |           | Teil des Ensembles Bauliche Gesamtanlage Altstadt                          |    |
| weitere Bilder Fotos hochladen |                       | Schlösserstraße 36 (Karte)     |           | Teil des Ensembles Bauliche Gesamtanlage Altstadt                          |    |
| weitere Bilder Fotos hochladen |                       | Schlösserstraße 37 (Karte)     |           | Teil des Ensembles Bauliche Gesamtanlage Altstadt                          |    |
| weitere Bilder Fotos hochladen |                       | Schlösserstraße 38 (Karte)     |           | Teil des Ensembles Bauliche Gesamtanlage Altstadt                          |    |
| weitere Bilder Fotos hochladen |                       | Schlösserstraße 39 (Karte)     |           | Teil des Ensembles Bauliche Gesamtanlage Altstadt                          |    |
| weitere Bilder Fotos hochladen |                       | Schlösserstraße 40 (Karte)     |           | Teil des Ensembles Bauliche Gesamtanlage Altstadt                          |    |
| weitere Bilder Fotos hochladen |                       | Schlösserstraße 42 (Karte)     |           | Teil des Ensembles Bauliche Gesamtanlage Altstadt                          |    |
| weitere Bilder Fotos hochladen |                       | Schlösserstraße 44 (Karte)     |           | Teil des Ensembles Bauliche Gesamtanlage Altstadt                          |    |

### Schuhgasse
| Bild                           | Bezeichnung             | Lage                        | Datierung | Beschreibung                                                               | ID |
| ------------------------------ | ----------------------- | --------------------------- | --------- | -------------------------------------------------------------------------- | -- |
| weitere Bilder Fotos hochladen | Wohn- und Geschäftshaus | Schuhgasse 8, 9, 10 (Karte) |           | einzelnes Kulturdenkmal; Teil des Ensembles Bauliche Gesamtanlage Altstadt |    |
| weitere Bilder Fotos hochladen | Wohn- und Geschäftshaus | Schuhgasse 11 (Karte)       |           | einzelnes Kulturdenkmal; Teil des Ensembles Bauliche Gesamtanlage Altstadt |    |
| BW                             | Wohn- und Geschäftshaus | Schuhgasse 12 (Karte)       |           | einzelnes Kulturdenkmal; Teil des Ensembles Bauliche Gesamtanlage Altstadt |    |

### Turniergasse
| Bild                           | Bezeichnung               | Lage                    | Datierung | Beschreibung                                                               | ID |
| ------------------------------ | ------------------------- | ----------------------- | --------- | -------------------------------------------------------------------------- | -- |
| weitere Bilder Fotos hochladen |                           | Turniergasse 1 (Karte)  |           | Teil des Ensembles Bauliche Gesamtanlage Altstadt                          |    |
| BW                             |                           | Turniergasse 2 (Karte)  |           | Teil des Ensembles Bauliche Gesamtanlage Altstadt                          |    |
| BW                             |                           | Turniergasse 3 (Karte)  |           | Teil des Ensembles Bauliche Gesamtanlage Altstadt                          |    |
| weitere Bilder Fotos hochladen | Wohnhaus Zur blauen Lilie | Turniergasse 4 (Karte)  |           | einzelnes Kulturdenkmal; Teil des Ensembles Bauliche Gesamtanlage Altstadt |    |
| BW                             |                           | Turniergasse 5 (Karte)  |           | Teil des Ensembles Bauliche Gesamtanlage Altstadt                          |    |
| weitere Bilder Fotos hochladen |                           | Turniergasse 6 (Karte)  |           | Teil des Ensembles Bauliche Gesamtanlage Altstadt                          |    |
| weitere Bilder Fotos hochladen |                           | Turniergasse 8 (Karte)  |           | Teil des Ensembles Bauliche Gesamtanlage Altstadt                          |    |
| weitere Bilder Fotos hochladen |                           | Turniergasse 9 (Karte)  |           | Teil des Ensembles Bauliche Gesamtanlage Altstadt                          |    |
| weitere Bilder Fotos hochladen |                           | Turniergasse 10 (Karte) |           | Teil des Ensembles Bauliche Gesamtanlage Altstadt                          |    |
| weitere Bilder Fotos hochladen |                           | Turniergasse 11 (Karte) |           | Teil des Ensembles Bauliche Gesamtanlage Altstadt                          |    |
| weitere Bilder Fotos hochladen |                           | Turniergasse 12 (Karte) |           | Teil des Ensembles Bauliche Gesamtanlage Altstadt                          |    |
| weitere Bilder Fotos hochladen |                           | Turniergasse 13 (Karte) |           | Teil des Ensembles Bauliche Gesamtanlage Altstadt                          |    |
| BW                             |                           | Turniergasse 14 (Karte) |           | Teil des Ensembles Bauliche Gesamtanlage Altstadt                          |    |
| BW                             |                           | Turniergasse 15 (Karte) |           | Teil des Ensembles Bauliche Gesamtanlage Altstadt                          |    |
| weitere Bilder Fotos hochladen | Wohnhaus Zum Hirschsprung | Turniergasse 16 (Karte) |           | einzelnes Kulturdenkmal; Teil des Ensembles Bauliche Gesamtanlage Altstadt |    |
| BW                             | Hofgebäude und Keller     | Turniergasse 16 (Karte) |           | einzelnes Kulturdenkmal; Teil des Ensembles Bauliche Gesamtanlage Altstadt |    |
| weitere Bilder Fotos hochladen | Stadthof Zum Turnier      | Turniergasse 17 (Karte) |           | einzelnes Kulturdenkmal; Teil des Ensembles Bauliche Gesamtanlage Altstadt |    |
| weitere Bilder Fotos hochladen | Stadthof                  | Turniergasse 18 (Karte) |           | einzelnes Kulturdenkmal; Teil des Ensembles Bauliche Gesamtanlage Altstadt |    |

### Waagegasse
| Bild                           | Bezeichnung   | Lage                 | Datierung | Beschreibung                                                               | ID |
| ------------------------------ | ------------- | -------------------- | --------- | -------------------------------------------------------------------------- | -- |
| weitere Bilder Fotos hochladen | Speicher      | Waagegasse 1 (Karte) |           | einzelnes Kulturdenkmal; Teil des Ensembles Bauliche Gesamtanlage Altstadt |    |
| weitere Bilder Fotos hochladen | Speicher      | Waagegasse 2 (Karte) |           | einzelnes Kulturdenkmal; Teil des Ensembles Bauliche Gesamtanlage Altstadt |    |
| weitere Bilder Fotos hochladen | Speicher      | Waagegasse 4 (Karte) |           | einzelnes Kulturdenkmal; Teil des Ensembles Bauliche Gesamtanlage Altstadt |    |
| weitere Bilder Fotos hochladen | Alte Synagoge | Waagegasse 8 (Karte) |           | einzelnes Kulturdenkmal; Teil des Ensembles Bauliche Gesamtanlage Altstadt |    |